# 戚元輔
戚元輔（1517年—？），字希周，號崧陽，浙江嘉興府嘉興縣人，匠籍，明朝政治人物。

## 生平
嘉靖十六年（1537年）丁酉科浙江鄉試第十五名舉人，三十二年（1553年）中式癸丑科會試第一百五十七名，三甲第六十四名進士。刑部觀政，授江西撫州府儒學教授。

## 家族
曾祖戚簋；祖父戚澤；父戚珊，母張氏。慈侍下。兄戚元宰，弟戚元弼、戚元佐。